# Portretul unui muzician
Portretul unui muzician (în italiană Ritratto di musico) este o pictură realizată de Leonardo da Vinci în jurul anului 1490, aflată la Pinacoteca ambroziană.

## Descriere
Mâna și hârtia muzicianului au fost găsite dedesubtul retușărilor, ele dând acest titlul operei.